# Ibrahimpur
Ibrahimpur là một thị trấn thống kê (census town) của quận Azamgarh thuộc bang Uttar Pradesh, Ấn Độ.

## Nhân khẩu
Theo điều tra dân số năm 2001 của Ấn Độ, Ibrahimpur có dân số 6653 người. Phái nam chiếm 51% tổng số dân và phái nữ chiếm 49%. Ibrahimpur có tỷ lệ 36% biết đọc biết viết, thấp hơn tỷ lệ trung bình toàn quốc là 59,5%: tỷ lệ cho phái nam là 44%, và tỷ lệ cho phái nữ là 28%. Tại Ibrahimpur, 20% dân số nhỏ hơn 6 tuổi.